# پرگنه تاگی

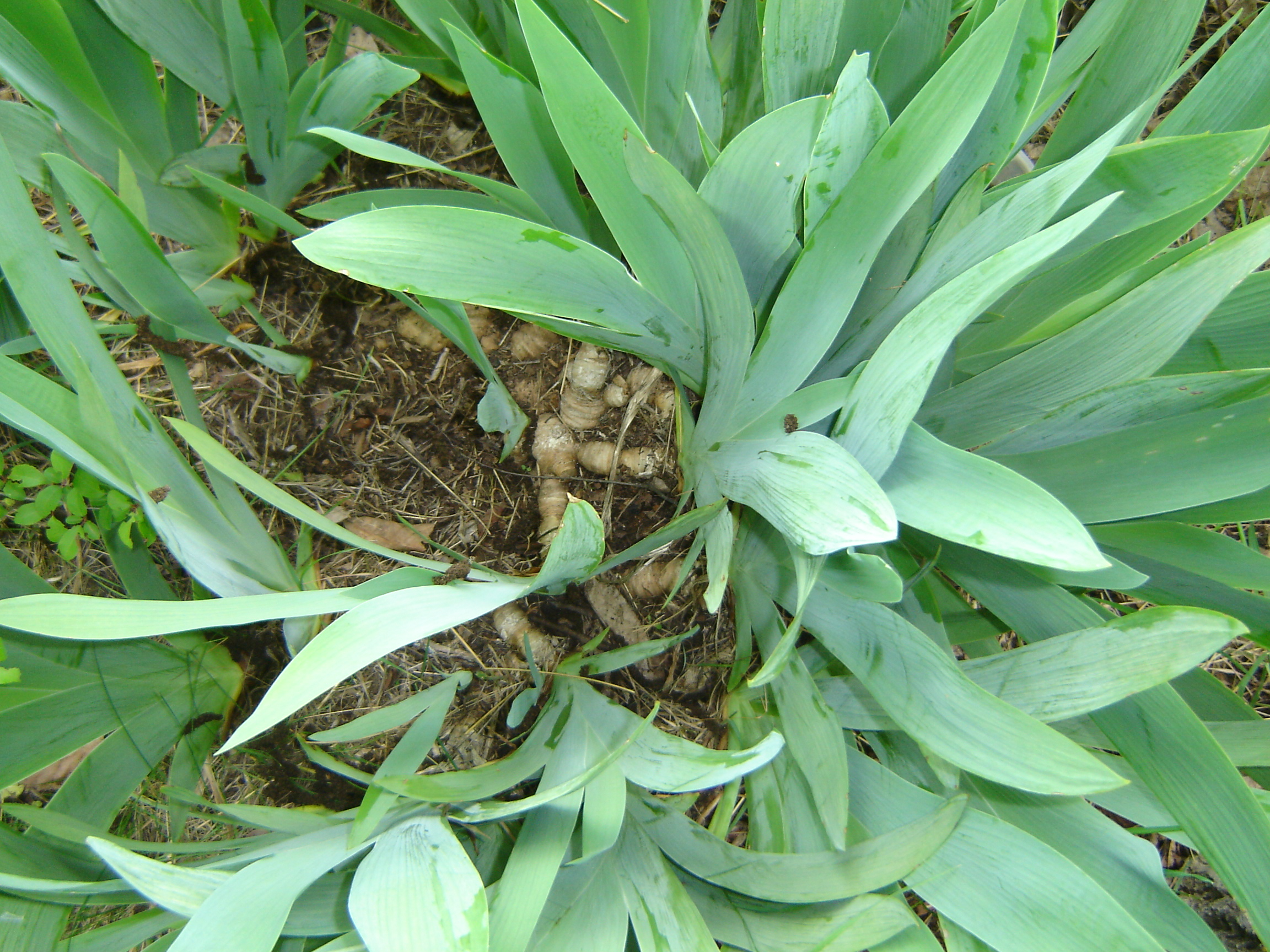
یک پرگنهٔ تاگی از زنبق ریشوی آلمانی - که به کمک زمین‌ساقه‌های گیاه پدید آمده‌است.

پَرگَنهٔ تاگی(به انگلیسی: Colonal colony) یا تکژاده (به انگلیسی: Genet)، به گروهی از افراد یک جمعیت زیستی (چون گیاهان، قارچ‌ها یا باکتری‌ها) گفته می‌شود که ژنتیک همگون داشته و به شیوهٔ رویشی-نه جنسی- از نیایی یکتا پدید آمده باشند. در گیاهان، یک فرد در چنین جمعیتی تک‌نیا (به انگلیسی: Ramet) نامیده می‌شود.

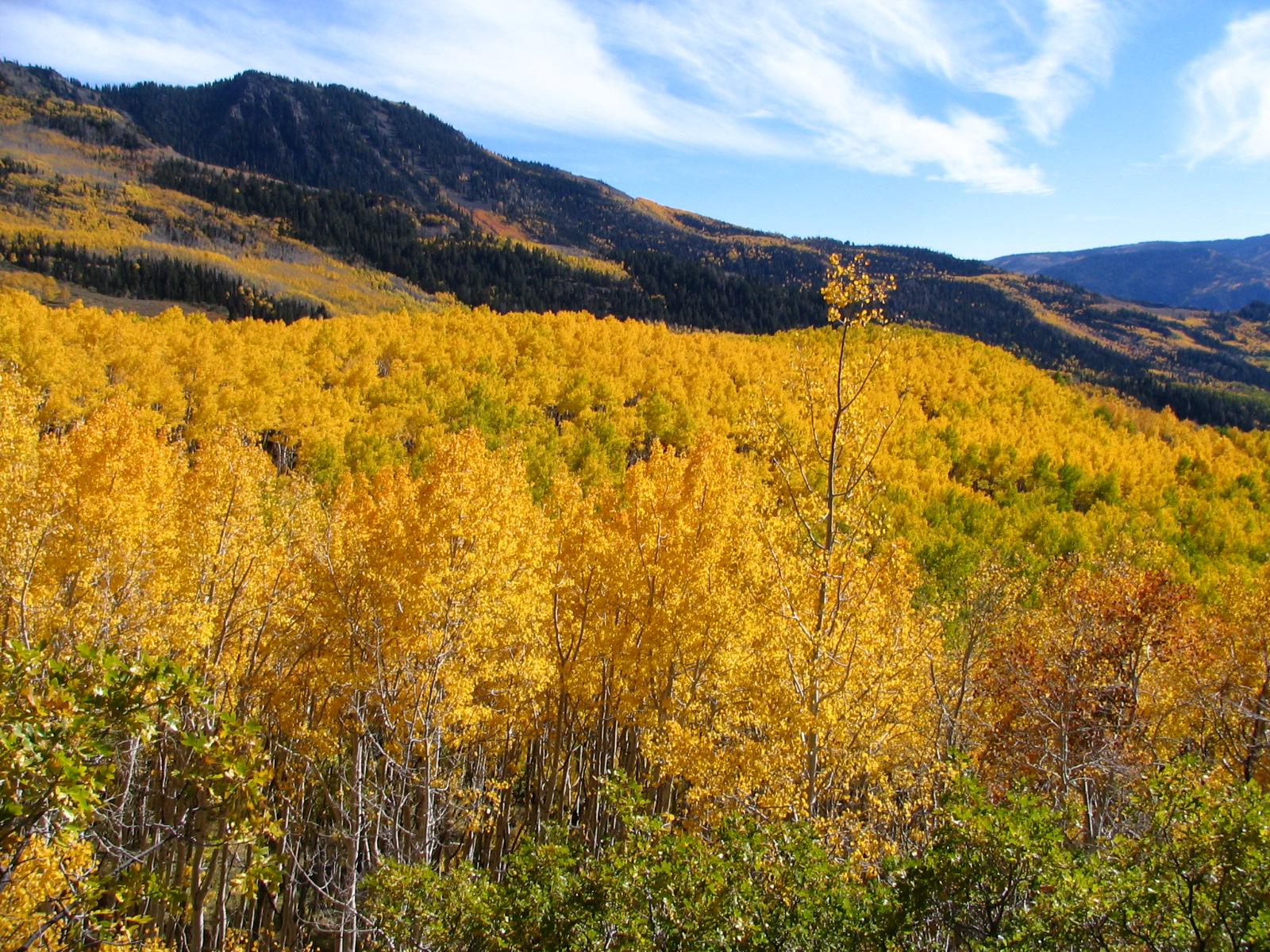
یک پرگنهٔ تاگی از درخت صنوبر در جنگل ملی فیشلیک.

در قارچ‌ها، واژهٔ افراد، به اجسام بارده یا قارچ‌های دیدارپذیر گفته می‌شود که از یک جلینهٔ ساده پدید آمده‌است که هرچند بسیار گستردگی یافته، ولی در زیر خاک پنهان است.
پرگنه‌های تاگی در بسیاری از گونه‌های گیاهی رایج هستند. اگرچه بسیاری از گیاهان از روش تولید تخم به شیوهٔ جنسی تولید مثل می‌کنند، تولید مثل به کمک دستک‌ها یا زمین‌ساقه‌های زیرزمینی در برخی گیاهان انجام می‌شود.
چه بسا بر روی زمین، این گیاهان افراد جدا از هم پنداشته شوند ولی در زیر زمین به هم پیوسته‌اند و همگی پرگنه‌هایی از یک نیا به‌شمار می‌آیند.
در هر روی، بازشناختن یک پرگنهٔ تاگی همواره آسان نیست؛ به ویژه اگر در زیر زمین گستردگی یابد یا همزمان از تولید مثل جنسی نیز بهره برد.